# إم 41 ووكر بولدوج
إم 41 ووكر بولدوج (بالإنجليزية: M41 Walker Bulldog) دبابة أمريكيّة خفيفة. صُنعت في خمسينيّات القرن العشرين لأغراض الاستطلاع في الولايات المتحدة والعديد من المناطق حول العالم.

## التاريخ
قمت شركة كاديلاك بإنتاج 5,467 دبّابة من نوع إم 41 ووكر بلودوج خلال خمسينيّات القرن العشرين لتخدم في القوّات الأمريكيّة وقوّات مُسلّحة أخرى، حيث كانت بديلاً عن دبّابات إم 24 تشافي القديمة التي اُستخدمت خلال الحرب العالمية الثانية. وقد اُستبدلت لاحقًا بدبّابة أخرى هي إم 551 شيريدان. شاركت هذه الدبّابة في عدد من الحروب والنزاعات الأهليّة حول العالم مثل حرب فيتنام والحرب الأهلية اللبنانية وانقلاب 2006 في تايلاند.

## المستخدمون
لقد اُستُخدمت هذه الدبّابة في العديد من المناطق حول العالم بالإضافة إلى الولايات المتحدة كما في إثيوبيا، الأرجنتين، ألمانيا، باكستان، البرازيل، تشيلي، تركيا، تايلند، تونس، جنوب أفريقيا، الدنمارك، جمهوريّة الدومينيكان، السعودية، السودان، الصومال، غواتيمالا، الفلبين، فيتنام، لبنان، النمسا، نيوزلندا، اليابان، واليونان. كما قامت كل من تايوان وأوروجواي بالتعديل عليها.

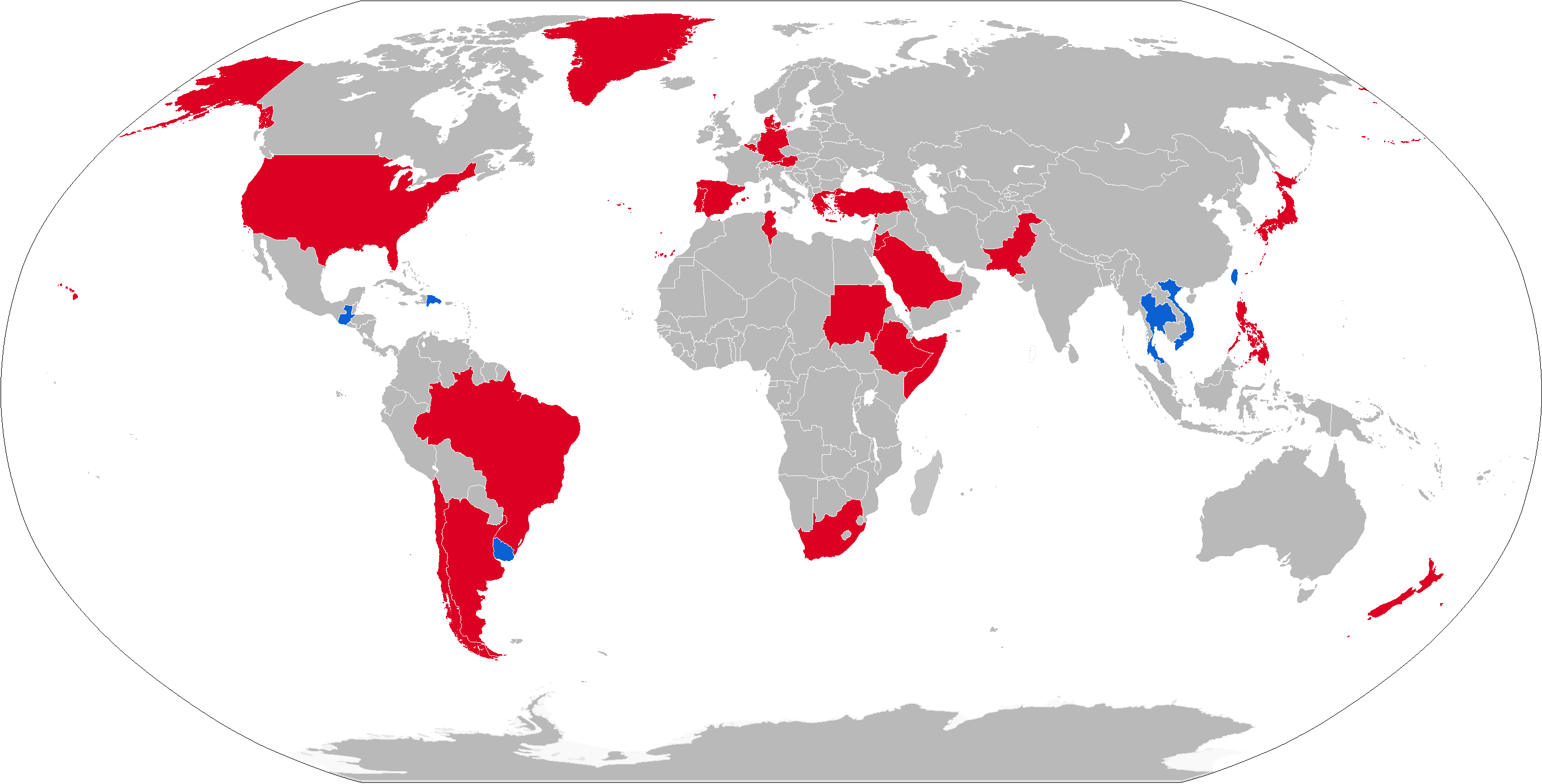
خريطة مشغليّ دبابة إم 41 الحاليين (بالأزرق) والسابقين (بالأحمر).

## وصلات خارجية
- قاعدة بيانات الدبابة (بالإنجليزية)